# سی‌سی‌آر
سی‌سی‌آر (به انگلیسی: CCR) که مختصر شده نام (به پرتغالی: Companhia de Concessões Rodoviárias) می‌باشد، شرکت حمل‌ونقل برزیلی است، که در زمینه مدیریت بزرگ‌راه‌ها، آزادراه‌ها، متروها، فرودگاه‌ها و بازرسی خودروها، همچنین ارائه خدمات لجستیکی فعالیت می‌کند.
شرکت سی‌سی‌آر در سال ۱۹۴۵ تأسیس شد و در حال حاضر وظیفه مدیریت بر بیش از ۲٫۴۰۰ کیلومتر آزادراه و ۶ بزرگراه را در برزیل بر عهده دارد، که خدماتی چون مهندسی ترافیک، کنترل ترافیک و سامانه‌های ترابری را ارائه می‌نماید. این شرکت همچنین به‌عنوان اپراتور اصلی متروی سائوپائولو عمل می‌کند.
دفتر مرکزی این شرکت در شهر سائوپائولو، برزیل قرار دارد و بخشی از سهام آن در بازار بورس سائوپائولو معامله می‌شود. شرکت سی‌سی‌آر هم‌اکنون بزرگترین اپراتور حمل‌ونقل زمینی آمریکای لاتین به‌شمار می‌آید.